# Pálido
Pálido es una mención tradicional para determinados vinos blancos de licor producidos en las regiones vinícolas españolas de Rueda, Condado de Huelva y Málaga. En el ámbito de la Unión Europea, el uso de esta mención está protegido y restringido por el reglamento (CE) 753/2002 a las tres denominaciones de origen anteriores.
Comúnmente también se utiliza como calificativo para el vino blanco de poca intensidad cromática. 
El Málaga Pálido se elabora a partir de las variedades Pedro Ximénez y/o Moscatel, sin añadir arrope y sin someterse a procesos de envejecimiento ni de crianza. Este vino es de color amarillo pajizo y aroma frutal y su sabor puede ser seco, semiseco, semidulce o dulce. 